# マリーク・ウィリス
- マリク・ウィリス

マリーク・アントニオ・ウィリス（Malik Antonio Willis, 1999年5月25日 - ）は、アメリカ合衆国ジョージア州カレッジパーク出身のプロアメリカンフットボール選手。NFLのグリーンベイ・パッカーズに所属している。ポジションはクォーターバック。

## 経歴

### カレッジ
オーバーン大学で2年間プレーした後、リバティ大学へ転校。転校後初年度の2019年シーズンはNCAAの規定により試合に出場しなかった。
2020年シーズンより先発に定着し、その後2年間主力として活躍。2021年シーズン終了後、2022年のNFLドラフトへエントリーした。

### テネシー・タイタンズ
ドラフト全体86位でテネシー・タイタンズから指名された。その後、2022年7月23日にルーキー契約を結んだ。
第2週のバッファロー・ビルズ戦の第3Qからライアン・タネヒルに代わって出場、パス4回中1回成功、6ヤードを獲得、ランで16ヤードを走った。第8週のヒューストン・テキサンズ戦でタネヒルに代わって初先発し、10回のパスで6回成功、55ヤード、1インターセプトの成績であったがチームは17-10で勝利した。第9週のカンザスシティ・チーフス戦でも先発したが。パス16回中5回成功、80ヤードの獲得に終わりチームは延長の末、17-20で敗れた。

### グリーンベイ・パッカーズ
2024年8月27日に2025年のドラフト7巡目指名権とのトレードで、グリーンベイ・パッカーズへ移籍した。
シーズン第1週にジョーダン・ラブが膝を負傷したことでその後の2試合に先発し、チームに勝利をもたらした。第8週のジャクソンビル・ジャガーズ戦で再びラブが負傷すると、第4Qにジェイデン・リードへのロングパスを通し、決勝フィールドゴールへ繋げるウイニング・ドライブを演出した。